# ボグラ
ボグラ（ベンガル語: বগুড়া）は、バングラデシュ北部の古都。ラジシャヒ管区のボグラ県の中心都市。北ベンガルへのゲートウェイとなっている。